# Förskoleseminarium

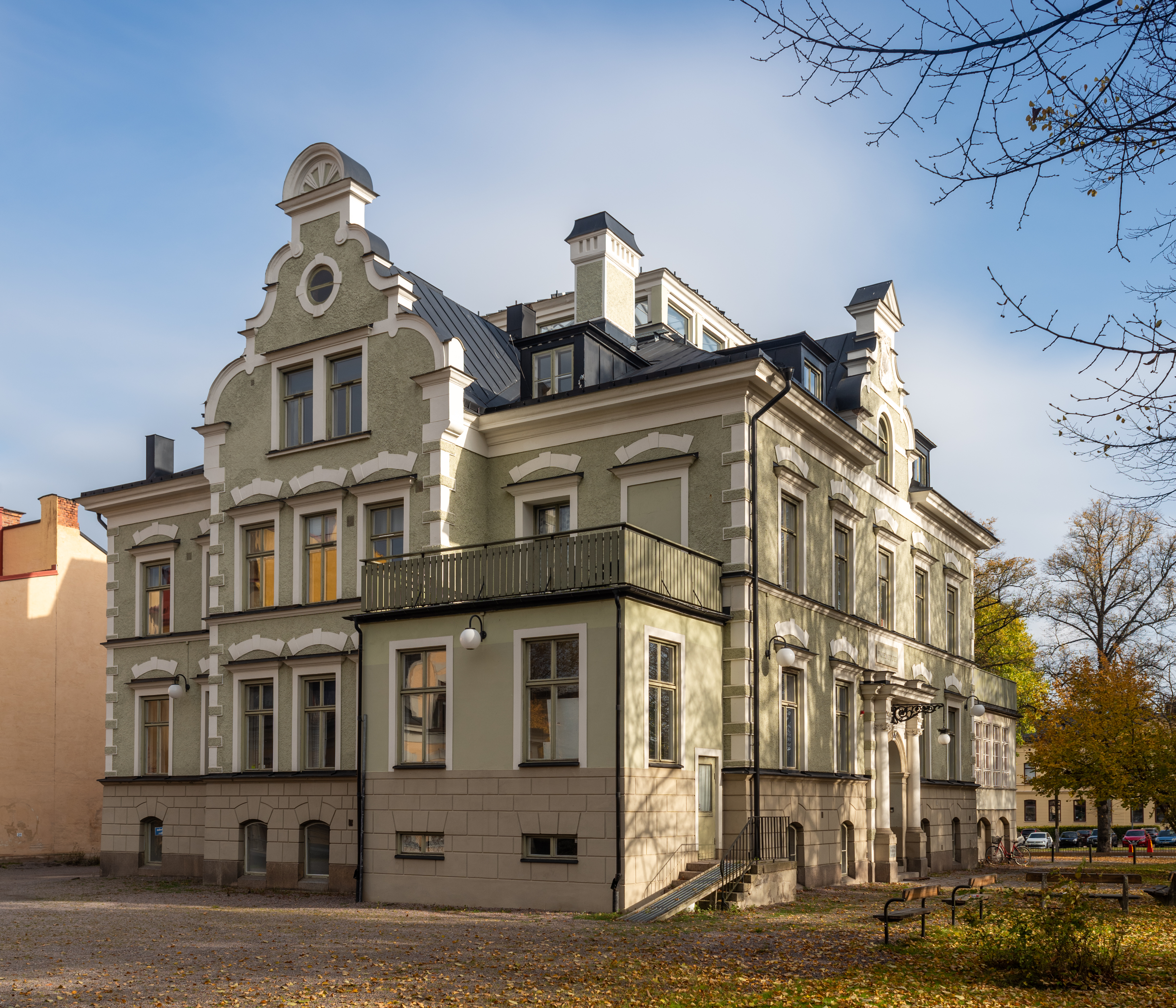
Fröbelinstitutets byggnad vid Södra Promenaden i Norrköping

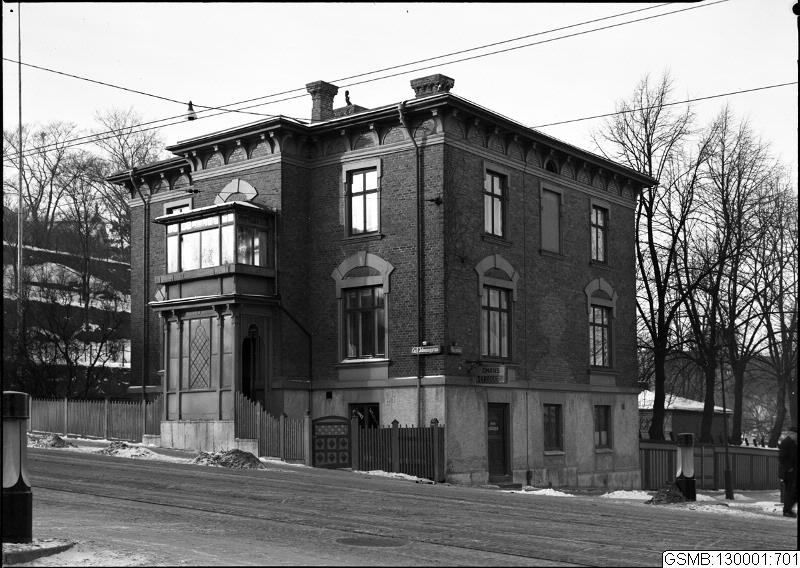
Förskoleseminariet i Göteborg på Karl Johansgatan 31

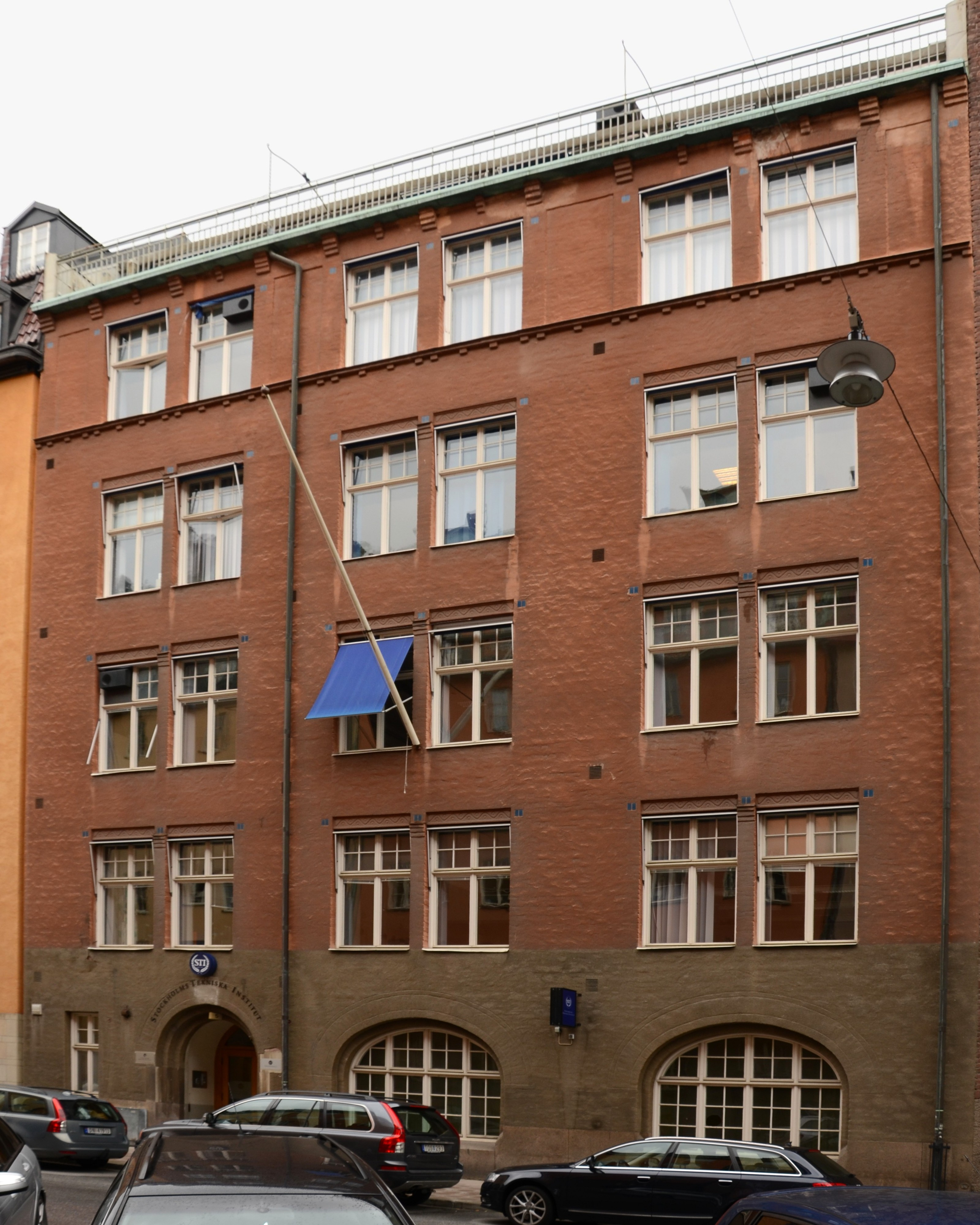
Huset Bältgatan 5 på Östermalm i Stockholm, ritat av Rudolf Enblom och uppfört 1914 för Anna Eklunds och Sigrid Åkermans kindergarten och förskoleseminarium. År 1939 köpt av Stockholms Tekniska Institut. Bilden är tagen 2012.

Förskoleseminarium var en utbildningsinstitution för utbildning av först barnträdgårdsledarinnor, vilka senare benämndes barnträdgårdslärarinnor och numera benämns förskollärare. Förskoleseminarier fanns i Sverige mellan tidigt 1900-tal och 1977. Därefter har utbildningen av förskollärare i Sverige skett inom lärarhögskolor, och senare inom utbildningslinjer på universitet och högskolor.
Utanför Sverige fanns förskoleseminarier från slutet av 1800-talet. Utbildning av kindergartenpersonal kom först till stånd i Tyskland. Där var en institution som fick stor betydelse Pestalozzi-Fröbel-Haus i Berlin, som grundades 1882 och som fortfarande verkar som en självständig skola. I Storbritannien var en tidig utbildningsinstitution Sesame House i Hampstead i London, grundad 1899 med inspiration från Pestalozzi-Fröbel-Haus

## Danmark
I Danmark påbörjades den första utbildningen av barnträdgårdslärarinnor av Hedevig Bagger 1885 i Köpenhamn. Den fick fast form 1904 i Frøbelseminariet, som är ett av världens äldsta fortfarande verksamma lärarutbildningsinstitutioner. Hedevig Bagger var lärarinna och hade, inspirerad av Friedrich Fröbels pedagogik, grundat en barnträdgård redan 1880. Hon ledde sedan seminariet tillsammans med sin man Sophus Bagger. till sin död 1926, varefter det leddes av Sophus Bagger ensam till 1941. Idag ingår det i yrkeshögskolan Professionshöjskolen København.
Det andra barnträdgårdsseminariet i Danmark grundades 1906 av Anna Wulff (1874-1935), som examinerats på för Fröbelstiftelsen i Dresden 1897. Hon började ge kindergartenlärarutbildning 1897 och grundade 1906 Fröbel-Højskolen.

## Finland

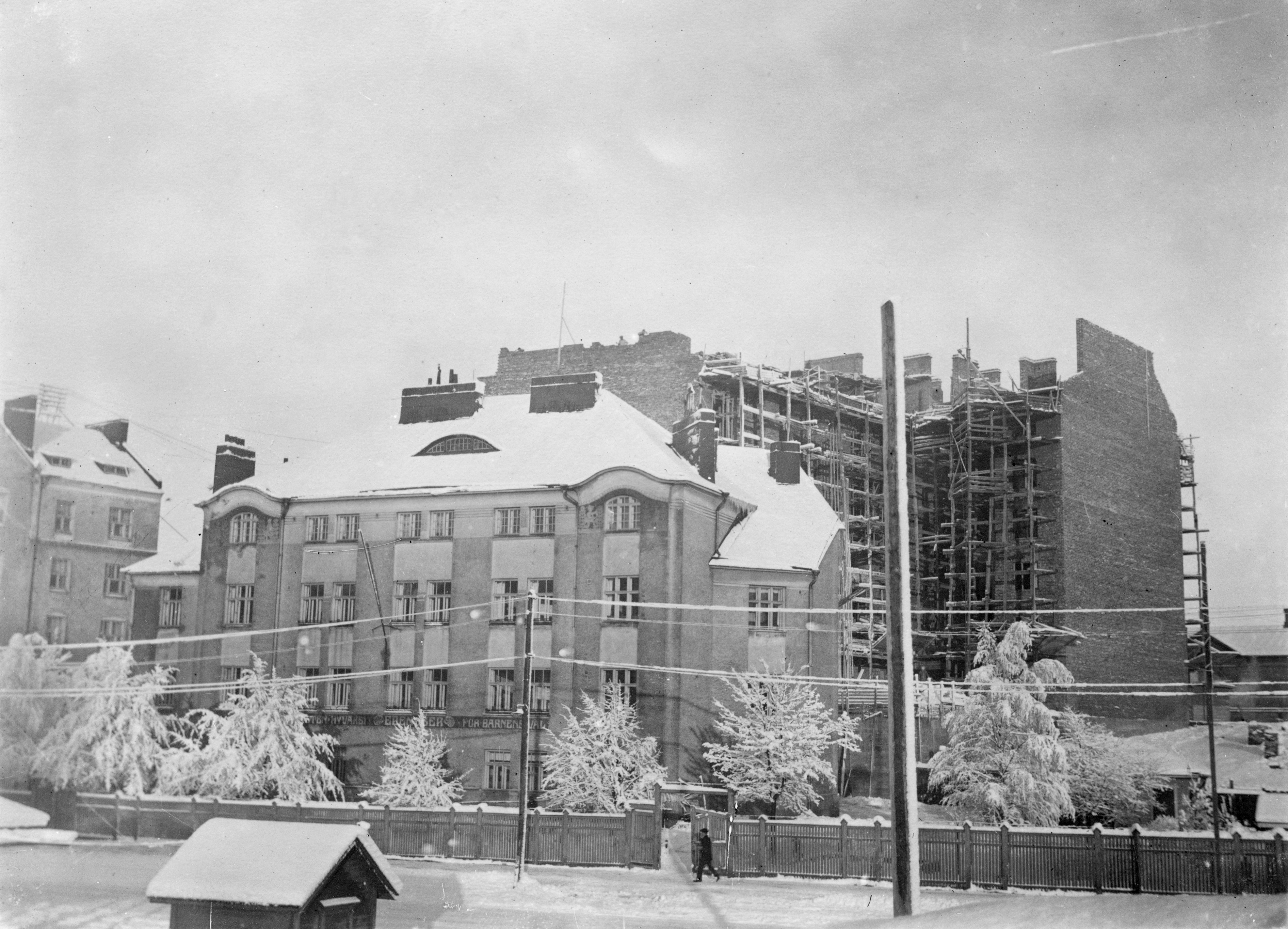
Ebeneserhuset i Helsingfors 1927/1928

Hanna Rothman och Elisabeth Alander grundade en kindergarten i Helsingfors 1890. De tog också samma år initiativ till Ebeneserstiftelsen, som i över 50 år var  den enda organisationen i Finland som utbildade både finsk- och svenskspråkiga barnträdgårdslärare. Som mest utbildade Ebeneserstiftelsen 300 barnträdgårdslärarstudenter samtidigt och tog hand om 320 barn. 
I slutet av 1950-talet drev stiftelsen seminarier för barnträdgårdslärare i Helsingfors, Tammerfors och Jyväskylä.

## Sverige
Anna Eklund var den första svenska, som examinerades från Pestalozzi-Fröbel-Haus. Hon organiserade den första barnträdgårdsledarinneutbildningen i Sverige 1896 i privat regi i blygsam skala i anslutning till landets första barnträdgård. Utbildningen fick fastare form i Kindergartenseminariet i Stockholm, grundat av Anna Eklund tillsammans med Signe Åkerman på Kommendörsgatan i Stockholm omkring 1902.
Kindergartenseminariet i Örebro - senare Örebro förskoleseminarium - grundades 1903 av Maria Kjellmark och övertogs senare av Örebro stad.
En av Anna Eklunds första elever var Maria Moberg från Norrköping. Hon organiserade i sin hemstad från 1902 - tillsammans med sin syster Ellen Moberg - småskalig undervisning i anslutning till systrarnas folkbarnträdgård, Fröbelstugan, vid Södra Promenaden i Norrköping. Undervisningen utvecklades 1909 till Fröbelinstitutet - senare omdöpt till Norrköpings förskoleseminarium. 
En fjärde tidig skola var det 1912 av Agnes Petterssomn grundade Pedagodisk-Etiska Seminariet i Uppsala. I Stockholm stängde Anna Eklunds Kindergartenseminarium i Stockholm 1939, men då var lärarutbildning i Stockholm igång sedan 1934 respektive 1936 i de folkrörelsedrivna Södra KFUK:s pedagogiska institut samt Socialpedagogiska seminariet, det senare i HSB:s regi. ’’Södra KFUK:s pedagogiska institut’’ verkade fram till 1961 och Socialpedagogiska seminariet levde vidare i det 1963 bildade statliga Stockholms förskoleseminarium. 

### Huvudman
Fram till 1963 var samtliga sex förskoleseminarier i Sverige antingen privata eller kommunala. Två (de i Uppsala och Stockholm) var stiftelseägda, medan fyra (Norrköping, Örebro, Göteborg och Luleå) var kommunala. Förskollärarutbildningen var vid denna tid tvåårig och sammanlagt omkring 230 lärare per år utexaminerades. Seminarierna stod under tillsyn av Socialstyrelsen, och statsbidrag hade utgått till seminarierna sedan 1945. Förskoleseminarierna förstatligades 1963. 
Efter hand integrerades förskollärarutbildningen i lärarhögskolornas utbildning. Till 1975 hade förskollärarlinje inrättats vid sex lärarhögskolor. Lärarhögskolorna i sin tur avskaffades som separata utbildningsanstalter i samband med högskolereformen 1977 och uppgick i högskolor och universitet.

### Förskoleseminarier i Sverige (1970)[7]
- Örebro förskoleseminarium, grundat 1903[8]
- Norrköpings förskoleseminarium, Norrköping (tidigare Fröbelseminariet), grundat 1909
- Uppsala förskoleseminarium, grundat som Kintergartenseminariet i Uppsala 1912
- Göteborgs förskoleseminarium, grundat 1944
- Luleå förskoleseminarium, grundat 1950
- Malmö förskoleseminarium, grundat 1962
- Jönköpings förskoleseminarium, grundat 1963
- Gävle förskoleseminarium, grundat 1963
- Södertälje förskoleseminarium, grundat 1964
- Umeå förskoleseminarium, grundat före 1964
- Södertälje förskoleseminarium, grundat 1964
- Umeå förskoleseminarium, grundat före 1964
- Västerås förskoleseminarium, grundat 1964
- Borås förskoleseminarium, grundat 1965
- Solna förskoleseminarium, grundat 1966

## Att läsa vidare
- Moje Lindberg: 90 års barnomsorg 1874-1964 - en utvecklingsstudie, Linköpings universitet, Institutionen för förskollärarutbildning, Norrköping 1991, ISBN  916301033X